# Dorfkirche Wernsdorf (Königs Wusterhausen)

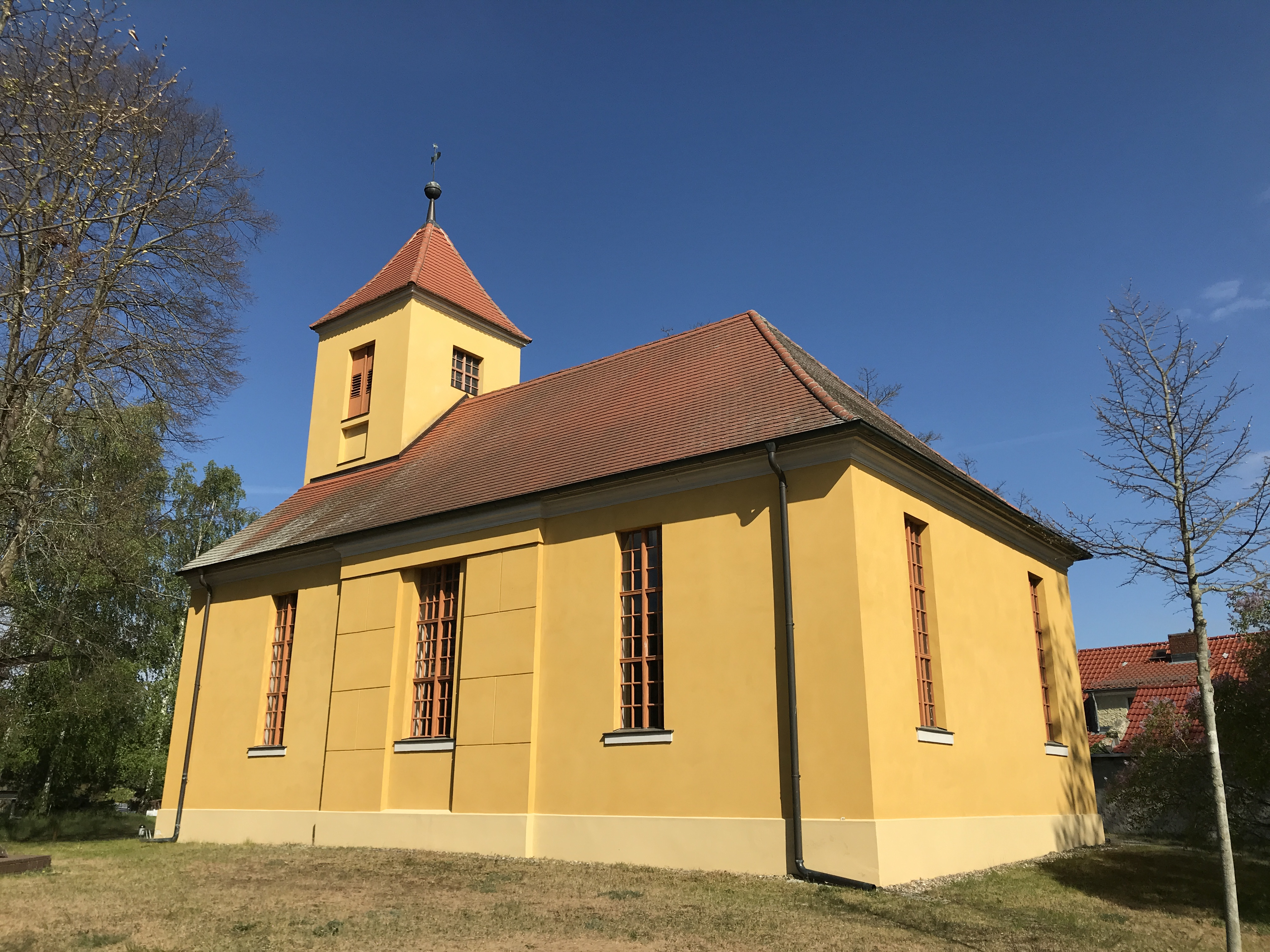
Dorfkirche Wernsdorf

Die evangelische Dorfkirche Wernsdorf ist eine frühklassizistische Saalkirche aus den Jahren 1801 bis 1803 in Wernsdorf, einem Ortsteil der Stadt Königs Wusterhausen im Landkreis Dahme-Spreewald im Land Brandenburg. Die Kirchengemeinde gehört zum Kirchenkreis Oderland-Spree der Evangelischen Kirche Berlin-Brandenburg-schlesische Oberlausitz.

## Lage
Die Landstraße 301 führt als Dorfstraße von Westen kommend in den Ort. Dort verläuft sie S-förmig in südlicher Richtung und führt nach Osten aus dem Ort hinaus. Im unteren Scheitel zweigt die Jovestraße nach Westen ab. Die Kirche steht nordwestlich dieser Abzweigung auf einem leicht erhöhten Grundstück, dass nicht eingefriedet ist.

## Geschichte
Das Bauwerk entstand in den Jahren 1801 bis 1803 in Zusammenarbeit des Maurermeisters Culberg mit dem Zimmermeister Reinhardt aus Storkow (Mark) auf Bestreben des Königlichen Oberbaudepartements. Das Kirchenpatronat lag zu dieser Zeit beim Preußischen König Friedrich Wilhelm III. In den Jahren 1890 bis 1900 errichteten der Zimmermeister A. Franz aus Zeuthen eine Westempore sowie Hermann Teschner eine Orgel.
In der Zeit der DDR entstand nach 1960 unterhalb der nördlichen Empore eine Winterkirche. 1963 restaurierte die Firma Sauer die Orgel. Weitere Instandhaltungsmaßnahmen fanden nicht statt, so dass das Bauwerk nach und nach verfiel. Nach der Wende gründete sich 1998 der Kirchbauverein Wernsdorf mit dem Ziel, das Bauwerk zu sanieren. 2002 begannen die Arbeiten mit der Sanierung des Turms. Die Stahlglocke aus 1922 wurde durch eine leichtere und kleinere Glocke aus Bronze ersetzt. Von 2002 bis 2005 folgten die Sanierung des Dachs, der Gebäudehülle sowie des Innenraums. 2006 wurde die Orgel restauriert. 

## Baubeschreibung

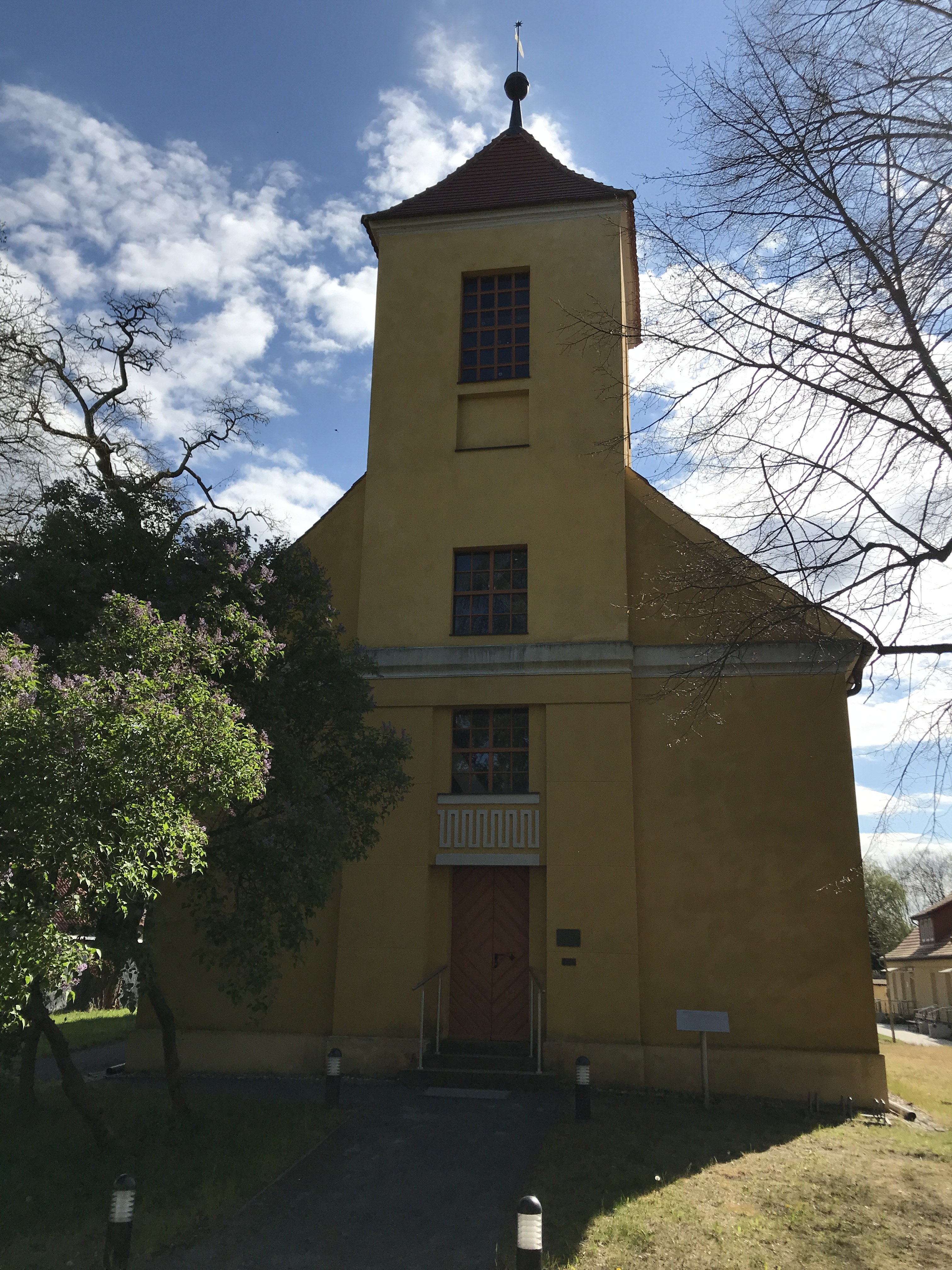
Ansicht von Westen

Das Bauwerk entstand im Wesentlichen aus Mauersteinen, die anschließend verputzt wurden. Der Chor ist gerade und nicht eingezogen. An der Ostseite sind zwei schmale und hochrechteckige Fenster. Zwei dieser Fenster finden sich auch im westlichen und östlichen Bereich des Langhauses an der Nordseite des Kirchenschiffs. Mittig ist eine kleine und hochrechteckige Pforte, die von einer schlichten Putzgliederung eingefasst ist. Oberhalb der Pforte ist ein kleines und quadratisches Fenster. Die Südseite wurde mit drei Fenstern gestaltet. Mittig ist ebenfalls eine sparsame Putzgliederung, die aus dem Baukörper heraustritt. Dieses Stilelement wurde auch an der Westseite genutzt. Dort ist eine rechteckige Pforte, darüber ein kleines und quadratisches Fenster. Am Übergang zum Dach ist eine umlaufende Voute. Sie geht an der Westseite in ein Gesims über. Oberhalb sind ein weiteres, quadratisches Fenster sowie eine kleine, querrechteckige Blende. Im quadratischen Kirchturm ist an der Westseite ein hochrechteckiges Fenster, an der Ostseite ein kleines quergestelltes Fenster. An der Nord- und Südseite ist je eine hochrechteckige Klangarkade. Der Turm schließt mit einem Pyramidendach mit Turmkugel und Wetterfahne ab.

## Ausstattung

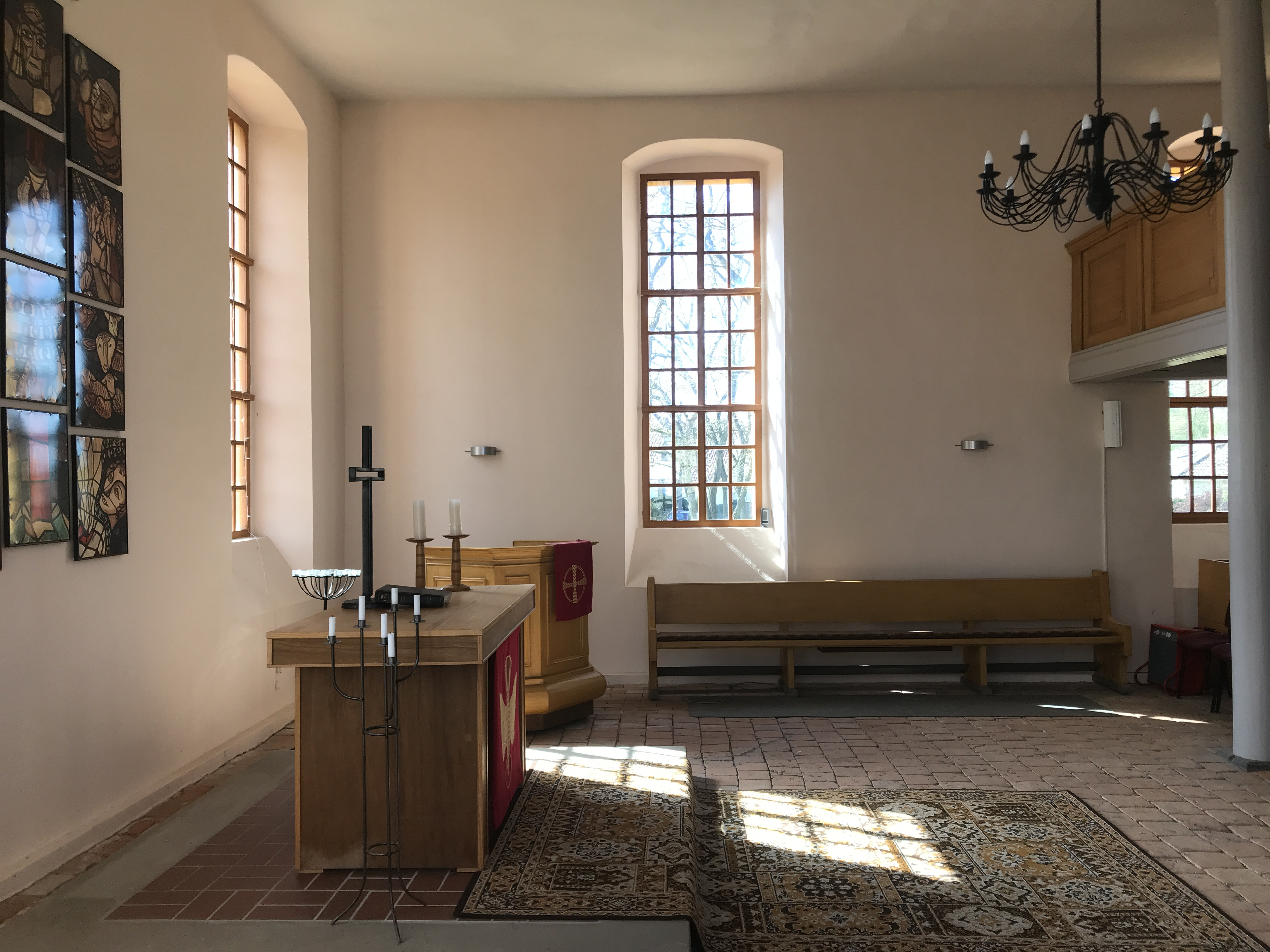
Blick ins Kirchenschiff

Die Kirchenausstattung stammt aus der Bauzeit. Im Innenraum ist eine Hufeisenempore, darauf eine Orgel von Hermann Teschner. Der Fußboden ist mit quadratischen Keramikplatten ausgelegt. Das Bauwerk trägt im Innenraum eine flache Putzdecke. Seit 2008 hängt an der östlichen Chorwand ein 13-teiliges Altarbild mit dem Titel Dona nobis pacem. Es geht auf einen Entwurf zurück, den Erwin Hahs im Jahr 1955 erstellte.